# Friedrich Plehn
Friedrich Plehn (* 15. April 1862 in Lubochin (Kreis Schwetz / Westpreußen); † 29. April (nach anderen Quellen: 30. August) 1904 in Schotteck bei Bremen) war ein deutscher Tropenmediziner und Regierungsarzt in den Deutschen Kolonien Kamerun und Deutsch-Ostafrika.

## Herkunft
Seine Eltern waren Anton Plehn (1834–1887), Gutsbesitzer und Landwirt in Lubochin, und Johanna Maercker (1838–1888). Seine Geschwister waren Albert Plehn (1861–1935), Tropenmediziner; Marianne Plehn (1865–1946), Zoologin; Rose Plehn (1865–1945), Malerin, und Rudolf Plehn (1868–1899), Forstwissenschaftler.

## Leben
Plehn besuchte zusammen mit seinem Bruder Albert das Gymnasium in Marienwerder. Anschließend studierten beide an der Universität Kiel Medizin. 1886 bzw. 1887 legten sie in Kiel das Staatsexamen ab und wurden zum Dr. med. promoviert. Plehn arbeitete dann zunächst als Assistenzarzt am bakteriologischen Institut der Universität Jena und am Krankenhaus Moabit in Berlin. Als Schiffsarzt auf mehreren Reisen auf holländischen Handelsschiffen nach Südamerika, Japan und zu den Sundainseln ergänzte er italienische und französische Forschungen zur Ätiologie der Malaria und ging 1893 als Regierungsarzt nach Duala (Kamerun). Er erkannte die Rolle des Chinins in der Ätiologie des hämoglobinurischen Malariafiebers (Schwarzwasserfieber), das damals viele Autoren als Variante des Gelbfiebers auffassten. Durch Verzicht auf die Chininbehandlung gelang es ihm, die Sterblichkeit dieser gefährlichsten Malariakomplikation um mehr als die Hälfte zu reduzieren. 1894 verließ er aus gesundheitlichen Gründen Kamerun und wurde – ebenfalls als Regierungsarzt – in das klimatisch gesündere Tanga an der Küste Deutsch-Ostafrikas versetzt. Sein Nachfolger in Kamerun wurde sein Bruder Albert. Auch diese Position musste Plehn allerdings aus gesundheitlichen Gründen bald aufgeben. Ab 1901 wirkte er daher als Lehrer für Tropenhygiene und Tropenmedizin am Orientalischen Seminar der Friedrich-Wilhelms-Universität in Berlin, außerdem wurde ihm der Charakter als Professor verliehen. 1903 schied Plehn, wegen einer Erkrankung seiner Frau, aus dem Kolonialdienst aus und zog wieder nach Afrika. In Ägypten gründete er in Helwan ein Sanatorium für lungen- und nierenkranke Europäer und Kolonisten aus Süd- und Ostasien. Selbst schwer erkrankt kam er 1904 zurück nach Deutschland, wo er kurze Zeit später verstarb.

## Schriften
- Ätiologische und klinische Malariastudien, Verlag von Hirschwald, 1890.
- Über das Schwarzwasserfieber an der afrikanischen Westküste, Deutsche Medizinische Wochenschrift, S. 416–18, 434–37, 485, 1895.
- Über die praktisch verwertbaren Erfolge der bisherigen ätiologischen Malariaforschung, Archiv für Schiffs- und Tropenhygiene, 1897.
- Die Kamerunküste, Studien zur Klimatologie, Physiologie und Pathologie in den Tropen Verlag von Hirschwald, 1898.
- Zur Ätiologie des Schwarzwasserfiebers, Archiv für Schiffs- und Tropen-Hygiene, S. 378–89, 1899;
- Die neuesten Untersuchungen über Malariaprophylaxe in Italien und ihre tropenhygienisehe Bedeutung, Archiv für Schiffs- und Tropen-Hygiene, 1900.
- Über die Assanierung tropischer Malarialänder, Archiv für Schiffs- und Tropen-Hygiene, 1901.
- Über die praktischen Ergebnisse der neueren Malariaforschung und einige weitere Aufgaben derselben, Deutsche Medizinische Wochenschrift, 1901.
- Übergangsstationen für Tropenkranke, Archiv für Schiffs- und Tropen-Hygiene, 1902.
- Tropenhygiene, Verlag von Fischer, Jena, 1902.
- Bericht über eine Informationsreise nach Ceylon und Indien, in: Archiv für Schiffs- und Tropen-Hygiene, S. 273–311, 1899.